# Cagalli Yula Athha
Cagalli Yula Athha (カガリ・ユラ・アスハ?, Kagari Yura Asuha) è un personaggio della linea temporale Cosmic Era della metaserie di anime Gundam. È una Naturale, figlia adottiva di Uzumi Nara Athha, Presidente della Unione di Orb.

## Storia

### Gundam SEED
Cagalli compare per la prima volta durante l'attacco di ZAFT contro Helioposis, infiltrata nel laboratorio dove i mobile suit prototipi sperimentali segreti dell'Alleanza Terrestre venivano sviluppati. Queste stesse unità erano il bersaglio dell'attacco di ZAFT. Nel momento in cui scoprì le unità gridò che suo padre era un traditore: questo poteva significare che la tecnologia per il loro sviluppo proveniva da Orb (una nazione neutrale) o che Orb stava ufficialmente cedendo tecnologia all'Alleanza Terrestre e lei era arrabbiata perché Heliopolis era una colonia neutrale. Su Heliopolis incontra anche per la prima volta Kira Yamato, che la spinge in una navicella di salvataggio salvandole la vita.
Cagalli riappare in seguito come membro del movimento di resistenza Alba del Deserto contro l'occupazione del Nord Africa da parte di ZAFT. In Africa incontra per la prima volta Athrun Zala, sebbene come nemico.
Cagalli si unisce infine all'equipaggio dell'Archangel quando la nave arriva a Orb, dove per riuscire ad ottenere l'ingresso nelle acque territoriali di Orb, rivela la sua identità come Cagalli Yula Athha", figlia del presidente dell'Unione di Orb. Nelle fasi finali dalla Guerra di Bloody Valentine pilota il MBF-02 Strike Rouge come membro della Fazione di Clyne. Sebbene sia una Naturale, quando si trova in battaglia è in grado di entrare in Modalità SEED come Kira e Athrun.
Durante una missione naufraga su un'isola dove si ritrova sola in compagnia di Atrhun Zala, nonostante i due siano nemici devono collaborare per sopravvivere e tra i due inizia a nascere un sentimento.
Mentre si trova a bordo dell'Archangel Cagalli sviluppa un profondo legame con Kira, che successivamente scopre essere suo fratello gemello, ma i suoi interessi romantici sono orientati verso Athrun e riesce a salvarne la vita durante la distruzione del GENESIS ricordandogli che c'è qualcuno che necessita di lui vivo.

### Gundam SEED Destiny
Dopo il termine della Guerra di Bloody Valentine venne nominata Rappresentante di Orb e manipolata da Yuuna Roma Seiran per ratificare l'alleanza tra l'Unione di Orb e l'Alleanza Terrestre, un'alleanza che infine forzò Orb ad inviare le sue unità contro le forze di ZAFT. Essendo Yuna e Cagalli ufficialmente promessi uno all'altra fin da bambini, per accordo tra i loro parenti, Yuuna tenta anche di forzarla a sposarlo, ma appena prima della cerimoni Kira la "rapisce" e la riporta a bordo dell'Archangel.
L'Archangel lascia Orb, diventato territorio dell'Alleanza Terrestre e si nasconde sott'acqua fino alla Battaglia dei Dardanelli, dove Cagalli a bordo del suo Strike Rouge tenta senza successo di fermare le unità di Orb perché non attacchino quelle di ZAFT. Con un po' di incoraggioamento da Lacus tenta nuovamente di fermarle alla Battaglia di Creta, sebbene fallisca per la seconda volta. Alla fine della Battaglia di Creta, alcune unità di Orb, agendo per ordine del defunto Capitano TOdaka si uniscono all'equipaggio dell'Archangel. Cagalli usa il suo Strike Rouge per combattere nella Battaglia di Berlino e successivamente per recuperare Kira Yamato, ferito dopo la distruzione di Freedom da parte dell'Impulse
Quando l'Archangel raggiunge Orb riceve, per rimpiazzare lo Strike Rouge, usato da Kira per raggiungere lo spazio e proteggre 'Eternal da ZAFT, l'Akatsuki un nuovo mobile suit di grandi prestazioni fatto costruire per lei su ordine del suo defunto padre Uzumi Nara Athha,